# Paola Franchi
Paola Franchi (nació el 17 de noviembre de 1953) es una diseñadora de interiores, artista, autora y exmodelo italiana.  Su autobiografía del 2010, L'amore strappato ("El amor roto") detalla su relación con el empresario italiano Maurizio Gucci, quien fue asesinado en 1995 cuando aún eran pareja.

## Primeros años y relación con Maurizio Gucci
Franchi nació en Milán en 1953. Asistió a la Academia de Bellas Artes de Brera. Franchi era amiga de la infancia del empresario italiano Maurizio Gucci y asistió a su boda con Patrizia Reggiani en 1972. En 1983, Franchi se casó con el industrial del cobre Giorgio Colombo. Su hijo Charly nació en 1985.
En 1990, Franchi comenzó a salir con Gucci tras encontrarse en un club privado en Sant Moritz. Ambos salieron de matrimonios infelices y Franchi se convirtió en la pareja de Gucci durante cinco años, compartiendo un apartamento de lujo en Corso Venecia, Milán. Cuando Gucci se divorció de Reggiani en 1994, empezaron a hacer planes para casarse en la finca de Gucci en Saint Moritz, Suiza.
En 1995, Maurizio Gucci fue asesinado por un sicario contratado. Al día siguiente del asesinato, Franchi recibió una orden de desalojo de Reggiani para abandonar el apartamento de lujo que compartía con Gucci. La orden se redactó en menos de tres horas después de la muerte de Maurizio. Cuando Franchi salió, Reggiani se mudó con sus dos hijas. Vivió allí durante dos años hasta su detención en 1997. En 1998, Patrizia Reggiani fue condenada a 29 años de prisión por organizar el asesinato. Según los fiscales, Reggiani estaba celosa de Franchi y quería impedir que se casara con Gucci. El matrimonio habría reducido la pensión alimenticia de Reggiani a la mitad.

## Vida personal
En el 2001, el hijo de Franchi, Charly Colombo, de 16 años, se quitó la vida. Franchi está muy involucrada en la organización benéfica "L'Amico Charly", la cual fue creada en memoria de su hijo para ayudar a los adolescentes con problemas o con tendencias suicidas.
En el 2016, negó las afirmaciones de que salía con Gucci por su fortuna: "En realidad, mi marido anterior, al que dejé por Maurizio, era aún más rico, así que todo eran tonterías."

## En cultura popular
En la película Casa de Gucci (2021), Paola Franchi es interpretada por la actriz francesa Camille Cottin.